# Dinosaur!
Pour les articles homonymes, voir Dinosaur.
Dinosaur! est un documentaire télévisé américain portant sur les dinosaures et diffusé pour la première fois aux États-Unis le 5 novembre 1985 sur la chaîne de télévision CBS. Il ne doit pas être confondu avec Dinosaurs!, écrit au pluriel, qui est un autre documentaire télévisé américain diffusé deux ans plus tard, en 1987, ni avec un autre documentaire américain intitulé exactement pareil (Dinosaur!), mais présenté par Walter Cronkite et diffusé en 1991.

## Contenu
Réalisé par Robert Guenette et écrit par Steven Paul Mark Dinosaur! avait été présenté par l'acteur américain Christopher Reeve, rendu célèbre quelques années plus tôt pour son rôle-titre dans le film Superman. Conjointement avec sa narration le documentaire alterne des scènes à effets spéciaux (reproduisant les dinosaures et leur époque) avec des interventions de paléontologues, les plus connus au moment de réaliser le documentaire. Quelques-uns de ces paléontologues furent Jack Horner et Robert Bakker (Américains) ou Phil Currie et Dale Russell (Canadiens). Les séquences animées de Dinosaur! montrent des scènes hypothétiques d'accouplement de « dinosaures à bec de canard » (en anglais, ducked-billed dinosaurs, terme se référant aux dinosaures de la famille des hadrosauridés), le soin que ces animaux portaient envers leurs petits, les techniques de chasse de Deinonychus ou de Tyrannosaurus, le comportement alimentaire de Struthiomimus etc. Pour le reste le documentaire retrace autant les connaissances sur les dinosaures disponibles dans la première moitié des années 1980 que l'influence des dinosaures dans les arts ou leur impact sociologique sur les sociétés humaines.

## Origines du projet
À l'origine de Dinosaur! il y eut d'abord une séquence expérimentale d'effets spéciaux basée sur la technique de l'animation image par image. Ce court métrage de dix minutes, intitulé Prehistoric Beast et réalisé par Phil Tippett en 1984, relatait comment un Tyrannosaurus (dinosaure carnivore) donnait chasse à un Monoclonius (un herbivore). Cette séquence fut projetée uniquement lors de festivals d'animation mais convainquit Robert Guenette et Steven Paul Mark d'en faire un documentaire pour la télévision. Ils demandèrent ainsi à Tippett de réaliser d'autres séquences qui incluaient d'autres espèces de dinosaures, comme les hadrosauridés, Deinonychus, Struthiomimus, Brontosaurus (dinosaure sauropode qui, du temps de ce documentaire, était considéré comme synonyme d'Apatosaurus) et aussi les images d'une astéroïde qui représentait être celle de la théorie selon laquelle les grands extinctions du Crétacé résultèrent de l'impact d'un corps céleste avec la Terre. En y ajoutant les images déjà tournées pour Prehistoric Beast le tout fut monté en un seul film documentaire et Dinosaur! vit le jour en 1985. Tippett avait déjà mis en place une technique d'animation pour les tauntauns de L'Empire contre-attaque (1981) et les images qu'il réalisa pour Prehistoric Beast et Dinosaur! lui servirent de laboratoire d'expérimentation pour les dinosaures qu'il allait plus tard animer image par image dans le film Jurassic Park (1993).

## Récompenses
- Dinosaur! reçut en 1986 le Primetime Emmy Award for Outstanding Special Visual Effects : « Prix Emmy aux meilleurs effets visuels d'une émission de début de soirée » (dans le milieu télévisuel le prime time est l'« horaire de plus haut niveau d'audience », correspondant souvent au début de la soirée).

## Tournage, diffusion et commercialisation en format VHS
- Ce documentaire fut tourné à New York et à Los Angeles, mais aussi sur différents gisements fossilifères des États-Unis.
- Les effets spéciaux de Prehistoric Beast et de Dinosaur! furent réalisés dans le garage de Phil Tippett[4]. Tippett reçut l'assistance des animateurs en volume d'ILM Randy Dutra (qui élabora les moules et les peaux des dinosaures) et Tom St. Amand (qui fabriqua les squelettes internes articulés des dinosaures)[5].
- Quelques extraits de films furent inclus dans le documentaire pour montrer l'attention que le cinéma a toujours porté envers les dinosaures. L'un de ces films était King Kong (1933) et dans l'extrait choisi l'un des personnages prononce les mots « prehistoric beast », titre du court-métrage qui servit de base à Dinosaur![6]
- Christopher Reeve montra un enthousiasme particulier lors de sa participation au tournage : pour assister à celui-ci il se déplaça avec son propre avion privé et en cours de tournage il demanda lui-même à que certaines séquences fussent tournées plusieurs fois.
- Dinosaur! fut d'abord diffusé sur la châine de télévision américaine CBS le 5 novembre 1985. Dans les années 1990 il fut aussi diffusé par Disney Channel, à l'époque où cette chaîne de télévision était encore une châine payante.
- Dinosaur! sortit au format de cassette VHS aux États-Unis le 5 mai 1993, par le distributeur Lionsgate Entertainment.